# 芝竹夫
芝 竹夫 （しば たけお、1935年 - 2013年10月2日）は、日本の教育者。福岡県田川郡内の小学校、中学校教諭。社会運動家。

## 来歴
愛知県名古屋市に生まれる。1943年に福井県小浜市に疎開。同時期に俳優の山城新伍、俳人の島田玲子も同市に疎開していた。また、近隣の湖西・高島では、文芸評論家の饗庭孝男も疎開していた。1947年福岡県筑豊にて育つ。
1958年北九州市立大学外国語学部米英科卒業。のちに福岡県田川郡内の小学校、中学校教諭を務め、1995年定年退職。
2013年10月2日死去。

## 著書
- 『小さな胸は燃えている - 産炭地児童の生活記録集』（文理書院） 1966年
- 『でも僕らは生きる - 筑豊の子らと教師の記録』（新紀元社） 1967年
- 『迫害のなかの連帯』（たいまつ社、たいまつ新書） 1977年
- 『歴史を刻む在日コリアンたち』（向陽舎） 2003年